# Поллерес, Михаэла
Михаэла Поллерес (нем. Michaela Polleres; род. 15 июля 1997, Нойнкирхен, Нойнкирхен) — австрийская дзюдоистка, двукратный призёр Олимпийских игр 2020 и 2024 годов, бронзовый призёр чемпионатов мира 2021 и 2023 годов, призёр чемпионатов Европы.

## Биография
Михаэла Поллерес борется в весовой категории до 70 килограммов и представляет Австрию на международной спортивной арене.
На взрослом чемпионате Европы 2018 года, который проходил в Тель-Авиве она в весовой категории до 70 килограммов завоевала бронзовую медаль. В этом же году она стала победительницей в весовой категории до 70 килограммов на турнирах серии Гран-при в Канкуне и Ташкенте.
В Минске, в 2019 году, Михаэла приняла участие в соревнованиях II Европейских игр по дзюдо. В 1/4 финала уступила польской спортсменке Дарье Погорцелек. В командных соревнованиях в составе Австрии завоевала бронзовую медаль Европейских Игр.
На чемпионате мира 2021 года, который проходил в Венгрии в Будапеште, в июне, Поллерес завоевала бронзовую медаль в весовой категории до 70 кг, победив в схватке за третье место ирландскую спортсменку Меган Флэтчер.
В мае 2023 года, в столице Катаре, на чемпионате мира, австрийская дзюдоистка в весовой категории до 70 кг стала обладателем бронзовой медали, в поединке за третье место победив британскую спортсменку Кэти Йетс-Браун.
На летних Олимпийских играх 2024 года в Париже Михаэла завоевала бронзовую медаль, одолев в схватке за третье место испанку Аи Цуноду.